# Братська могила радянських воїнів у с. Сергіївка
Група могил радянських воїнів — монумент у селі Сергіївка, Олександрівська сільська рада, Юр'ївський район, Дніпропетровська область.    

## Історія
Пам'ятка знаходиться на вулиці Центральній у центрі села. Після звільнення села від німецько-фашистських загарбників у братську могилу поховали останки 3-х воїнів 28-ї кавалерійської дивізії 6-ї армії, які загинули в боях за село в жовтні 1941 року, 4-х воїнів 19-го гвардійського кавалерійського полку 7-ї гвардійської кавалерійської дивізії, які загинули в лютому 1943 року в оборонних боях за село, і командира партизанського загону, який загинув 31 грудня 1941 року. В 1956 році біля могили встановлено скульптуру «Воїн з вінком», а в 1967 році поряд зі скульптурою встановлено пам'ятник командиру партизанського загону — обеліск, який згодом було замінено на бюст. Площа, зайнята пам'яткою, — 16 × 14 м.

## Персоналії
1. Леорманов К.
2. Мощенко І.Ф.
3. Савченко І.К.
4. Кабак П.К.

## Додаток
На постаменті меморіальна дошка з написом “Вечная слава героям,  павшим за свободу и независимость нашей Родины.” На пам’ятнику командиру партизанського загону меморіальна дошка з написом “Здесь похоронен командир Павлоградских партизан Кабак Павел Кононович. Убит фашистами 31.ХІІ.41 г. в с. Еленовка”.
Поховання та територія  пам’ятки упорядковані.